# 11 mai en sport
11 avril 11 juin
Chronologies thématiques
- Croisades
- Ferroviaires
- Disney

Le 11 mai (131e jour de l'année ou 132e en cas d'année bissextile) en sport.

## Événements

### XIXesiècle
- 1841 :
  - (Boxe) : Ben Caunt devient champion d'Angleterre en s'imposant face à Nicholas "Nick" Ward[1]. Caunt garde son titre jusqu'en 1845[2].
- 1893 :
  - (Cyclisme sur piste) : le Français Henri Desgrange signe le record de l'heure avec 35,325 km parcourus sur un tour d'horloge. Ce record tient pendant 18 mois.
- 1898 :
  - (Compétition automobile) : Critérium des Entraìneurs remporté par René de Knyff.

### XXesièclede1901à1950
- 1919 :
  - (Football) : Le Havre AC remporte la dernière édition du Championnat de France USFSA en s'imposant 4-1 en finale face à l'Olympique de Marseille.
- 1924 :
  - (Football) : le FC Zurich est champion de Suisse.
- 1925 :
  - (Omnisports) : fondation à Sousse du club tunisien : l'Étoile sportive du Sahel.
- 1947 :
  - (Football) : le Lille OSC remporte la finale de la Coupe de France face au RC Strasbourg, 2-0

### XXesièclede1951à2000
- 1966 :
  - (Football) : à Bruxelles le Real Madrid remporte la finale de la Coupe des clubs champions européens face au Partizan Belgrade, 2-1.
- 1975 :
  - (Sport automobile /Formule 1) : au Grand Prix automobile de Monaco, victoire de l'Autrichien Niki Lauda sur une Ferrari.
- 1977 :
  - (Football) : Hambourg SV remporte la finale de la Coupe d'Europe des vainqueurs de coupes face au Royal Sporting Club d'Anderlecht, 2-0.
- 1980 :
  - (Athlétisme) : le polonais Władysław Kozakiewicz porte le record du monde du saut à la perche à 5,72 mètres.
- 1983 :
  - (Football) : Aberdeen FC remporte la finale de la Coupe d'Europe des vainqueurs de coupes face au Real Madrid, 2-1.
- 1984 :
  - (Football) : le FC Metz remporte la finale de la Coupe de France face à l'AS Monaco, 2-0.
- 1985 :
  - (Football) : un incendie au stade de Valley Parade de Bradford fait 56 victimes.
- 1986 :
  - (Sport automobile /Formule 1) : au Grand Prix automobile de Monaco, victoire du Français Alain Prost sur une McLaren-TAG.
- 1988 :
  - (Football) : FC Malines remporte la finale de la Coupe d'Europe des vainqueurs de coupes face au Ajax Amsterdam, 1-0.
- 1994 :
  - (Football) : l'Inter Milan remporte la finale de la Coupe UEFA face à l'Austria Salzbourg.
- 1996 :
  - (Football) : l'AJ Auxerre remporte le championnat de France et signe un doublé coupe-championnat.
  - (Football) : nouveau doublé coupe-championnat pour Manchester United qui s'adjuge la FA Cup face à Liverpool FC (1-0). L'unique but de la partie est signé le King Éric Cantona.
- 1997 :
  - (Sport automobile /Formule 1) : au Grand Prix automobile de Monaco, victoire de l'Allemand Michael Schumacher sur une Ferrari.

### XXIesiècle
- 2002 :
  - (Football) : le FC Lorient remporte la finale de la Coupe de France face au SC Bastia, 1-0.
  - (Hockey sur glace) : la Slovaquie est championne du monde en s'imposant en finale 4-3 face à la Russie.
- 2003 :
  - (Basket-ball) : le FC Barcelone remporte la finale de l'Euroligue 76-65 contre le Benetton Trévise.
  - (Hockey sur glace) : le Canada est champion du monde en s'imposant en finale 3-2 face à la Suède.
- 2008 :
  - (Formule 1) : au Grand Prix de Turquie, disputé sur le circuit d'Istanbul Park, victoire du Brésilien Felipe Massa sur une Ferrari.
- 2011 :
  - (Football) : le FC Barcelone remporte son 21e titre de champion d'Espagne.
- 2012 :
  - (Football) : montée du Stade de Reims en ligue 1.
- 2013 :
  - (Football) : l'AS Monaco retrouve la ligue 1.
  - (Football) : Wigan Athletic s'impose 1-0 en finale de la FA Cup face à Manchester City.
  - (Football) : le FC Barcelone remporte son 22e titre de champion d'Espagne.
- 2015 :
  - (Cyclisme sur route /Tour d'Italie) : Michael Matthews (Orica-GreenEDGE) s'impose lors de la 3e étape du Tour d'Italie. Il consolide son maillot rose de leader.
- 2016 :
  - (Cyclisme sur route /Tour d'Italie) : sur la 5e étape du Tour d'Italie 2016, victoire de l'Allemand André Greipel et le Néerlandais Tom Dumoulin conserve le maillot rose.
- 2019 :
  - (Cyclisme sur route /Tour d'Italie) : début de la 102e édition du Tour d'Italie, le départ est donné à Bologne, et l'arrivée aura lieu le 2 juin à Vérone. La 1re étape du Tour d'Italie 2019 qui se déroule sous la forme d'un contre-la-montre individuel entre Bologne et le Sanctuaire Madonna di San Luca, sur une distance de 8,2 km est remportée par le Slovène Primož Roglič qui prend le maillot rose.
- 2021 :
  - (Cyclisme sur route /Tour d'Italie) : sur la 4e étape du Tour d'Italie qui se déroule entre Plaisance et Sestola, sur une distance de 186 km. L'Américain Joe Dombrowski gagne l'étape en solitaire. L'Italien Alessandro De Marchi prend le Maillot rose.
  - (Natation sportive /Championnats d'Europe) : sur la seconde journée des championnats d'Europe de natation, au plongeon, sur la Plateforme à 10 m synchronisé mixte, victoire des Ukrainiens Kseniia Bailo et Oleksii Sereda, chez les femmes au tremplin à 1 m, victoire de l'Italienne Elena Bertocchi. En natation artistique, sur le solo technique, victoire de l'Ukrainienne Marta Fiedina.

## Naissances

### XIXesiècle
- 1854 :
  - Jack Blackham, joueur de cricket australien. (35 sélections en Test cricket). († 28 décembre 1932).
- 1869 :
  - Archibald Warden, joueur de tennis britannique. Médaillé de bronze du double mixte aux Jeux de Paris 1900. († 7 octobre 1943).
- 1873 :
  - Frank Becton, footballeur anglais. (2 sélections en équipe nationale). († 6 novembre 1909).
- 1888 :
  - Jimmy Blair, footballeur écossais. (8 sélections en équipe nationale). († 28 février 1964).
- 1894 :
  - Ferdinand Swatosch, footballeur puis entraîneur autrichien. (23 sélections en équipe nationale). († 24 novembre 1974).
- 1895 :
  - Jacques Brugnon, joueur de tennis français. Médaillé d'argent en double aux Jeux de Paris 1924. Vainqueur des Coupe Davis 1927, 1928, 1930, 1931 et 1932. († 20 mars 1978).

### XXesièclede1901à1950
- 1903 :
  - Charlie Gehringer, joueur de baseball américain. († 21 janvier 1993).
- 1905 :
  - Pedro Petrone, footballeur uruguayen. Champion olympique aux Jeux de Paris 1924 et aux Jeux d'Amsterdam 1928. Champion du monde de football 1930. Vainqueur de la Copa América 1923 et 1924. (36 sélections en équipe nationale). († 13 décembre 1964).
- 1908 :
  - Agustín Sauto Arana, footballeur espagnol. (1 sélection en équipe nationale). († 21 août 1986).
- 1917 :
  - Georges Hatz, footballeur français. († 12 mai 2007).
- 1925 :
  - Maximilian Morlock, footballeur allemand. (26 sélections en équipe nationale). Champion du monde de football 1954. († 10 septembre 1994).
  - Georges Stuber, footballeur suisse. (14 sélections en équipe nationale). († 16 avril 2006).
- 1930 :
  - Henri Courtine, judoka puis homme politique français. Médaillé d'argent toutes catégories aux Championnats du monde de judo 1956. Champion d'Europe de judo par équipes 1952, champion d'Europe de judo des +80 kg 1958 et 1959, champion d'Europe de judo des -80 kg 1962. († 20 février 2021).
- 1940 :
  - Herbert Müller, pilote de course automobile suisse. († 24 mai 1981).
- 1943 :
  - Nancy Greene, skieuse et femme politique canadienne. Championne olympique du géant et médaillée d'argent du slalom aux Jeux de Grenoble 1968. Membre du Sénat du Canada de 2009 à 2018.
- 1946 :
  - Georges Bereta, footballeur français. (44 sélections en équipe de France). († 4 juillet 2023).
- 1948 :
  - Jack Cantoni, joueur de rugby à XV français. Vainqueur du Tournoi des cinq nations 1970. (17 sélections en équipe de France). († 25 juin 2013).
- 1950 :
  - Ulf Nilsson, hockeyeur sur glace suédois.

### XXesièclede1951à2000
- 1958 :
  - Catherine Dupont, athlète spécialiste du lancer du javelot française.
- 1961 :
  - Dany Dubé, chroniqueur de hockey sur glace canadien.
- 1962 :
  - Luca Drudi, pilote de course automobile italien.
- 1963 :
  - Philippe Fiston, navigateur français.
- 1964 :
  - Floyd Youmans, joueur de baseball américain.
- 1972 :
  - Karine Fauconnier, navigatrice française.
  - Brian MacPhie, joueur de tennis américain.
  - Karima Medjeded, judokate handisport française, championne paralympique en 2004 aux Jeux d'Athènes.
- 1974 :
  - Nicolas Troussel, navigateur français. Vainqueur des Solitaire du Figaro 2006 et 2008.
- 1977 :
  - Janne Ahonen, sauteur à ski finlandais. Médaillé d'argent par équipes aux Jeux de Salt Lake City 2002 et aux Jeux de Turin 2006.
  - Armel Le Cléac’h, navigateur français.
- 1978 :
  - Vidas Ginevičius, basketteur lituanien.
- 1981 :
  - Adam Hansen, cycliste sur route australien.
  - Reina Itakura, basketteur japonais.
  - Lauren Jackson, basketteuse australienne. Médaillée d'argent aux Jeux de Sydney 2000, aux Jeux d'Athènes 2004, aux Jeux de Pékin 2008 puis médaillée de bronze aux Jeux de Londres 2012. Championne du monde de basket-ball féminin 2006. Championne d'Océanie de basket-ball féminin 2013. Victorieuse de l'Euroligue féminine 2008, 2009 et 2012. (150 sélections en équipe nationale).
  - Phil Sharp, navigateur britannique.
- 1983 :
  - Tjeerd Korf, footballeur néerlandais.
- 1984 :
  - Willem Alberts, joueur de rugby à XV sud-africain. Vainqueur du Challenge européen 2017. (41 sélections en équipe nationale).
  - Andrés Iniesta, footballeur espagnol. Champion du monde de football 2010. Champion d'Europe de football 2008 et 2012. Vainqueur des Ligue des champions 2006, 2009, 2011 et 2015. (131 sélections en équipe nationale).
- 1985 :
  - Juan Palacios, basketteur colombien.
- 1986 :
  - Abou Diaby, footballeur français. (16 sélections en équipe de France).
  - Miguel Veloso, footballeur portugais. (56 sélections en équipe nationale).
- 1988 :
  - Severin Freund, sauteur à ski allemand. Champion olympique par équipes aux Jeux de Sotchi 2014. Champion du monde de saut à ski en individuel au grand tremplin et en mixte par équipes 2015. Champion du monde de vol à ski 2014.
  - Juan Imhoff, joueur de rugby à XV et à sept argentin. (35 sélections avec l'Équipe d'Argentine de rugby à XV et 12 avec celle de rugby à sept).
  - Marcel Kittel, cycliste sur route allemand. Champion du monde de cyclisme sur route du contre-la-montre par équipes 2016.
  - Brad Marchand, hockeyeur sur glace canadien. Champion du monde de hockey sur glace 2016.
- 1989 :
  - Kévin Le Roux, volleyeur français. Champion d'Europe de volley-ball masculin 2015. (223 sélections en équipe de France).
  - Cam Newton, joueur de foot U.S. américain.
  - Jelle Wallays, cycliste sur route belge. Vainqueur de Paris-Tours 2014.
- 1990 :
  - Nemanja Ilić, handballeur serbe. (56 sélections en équipe nationale).
- 1991 :
  - Justine Fedronic, athlète de demi-fond française.
  - Marcus Rohdén, footballeur suédois.
- 1992 :
  - Pierre-Ambroise Bosse, athlète de demi-fond français. Champion du monde d'athlétisme du 800 m 2017. Médaillé de bronze sur 800 m aux CE d'athlétisme 2012.
  - Thibaut Courtois, footballeur belge. Vainqueur de la Ligue Europa 2011. (70 sélections en équipe nationale).
  - Stephen O'Donnell, footballeur écossais.
  - Bryan Rust, hockeyeur sur glace américain.
  - Pablo Sarabia, footballeur espagnol. (5 sélections en équipe nationale).
- 1993 :
  - Josef Černý, cycliste sur route tchèque.
  - Maurice Harkless, basketteur américano-portoricain.
  - Charles Ollivon, joueur de rugby à XV français. (6 sélections en équipe de France).
- 1994 :
  - Daniela Gustin, handballeuse suédoise. (31 sélections en équipe nationale).
- 1995 :
  - Robert Power, cycliste sur route australien.
  - Lorenzo Sonego, joueur de tennis italien.
  - Gelson Martins, footballeur portugais. (21 sélections en équipe nationale).
- 1996 :
  - Adin Hill, hockeyeur sur glace canadien. (3 sélections en équipe nationale).
  - Luc Lombardy, basketteur français.
- 1998 :
  - Nouhaila Benzina, footballeuse internationale marocaine.

### XXIesiècle
- 2000 :
  - Yuki Tsunoda, pilote de Formule 1 japonais.
- 2004 :
  - Luca Van Assche, joueur de tennis français.
- 2005 :
  - Feta Fetai, footballeur albanais.
- 2007 :
  - Genesis Antwi, footballeur suédois.

## Décès

### XIXesiècle
- 1848 :
  - Tom Cribb, 66 ans, boxeur anglais. (° 8 juillet 1781).

### XXesièclede1901à1950
- 1918 :
  - Camille Fily, 30 ans, sur route français. (° 13 mai 1887).
- 1937 :
  - Ellen Hansell, 67 ans, joueuse de tennis américaine. Victorieuse de l'US Open 1887. (° 18 septembre 1869).
- 1938 :
  - George Lyon, 79 ans, golfeur canadien. Champion olympique aux Jeux de Saint-Louis 1904. (° 27 juillet 1858).

### XXesièclede1951à2000
- 1984 :
  - Anton Turek, 65 ans, footballeur allemand. Champion du monde de football 1954. (20 sélections en équipe nationale). (° 18 janvier 1919).
- 1986 :
  - Fritz Pollard, 92 ans, joueur de foot U.S. américain. (° 27 janvier 1894.
- 1996 :
  - Ademir, 73 ans, footballeur brésilien. Vainqueur de la Copa América 1949. (39 sélections en équipe nationale). (° 8 novembre 1922).

### XXIesiècle
- 2004 :
  - Uwe Schäfer, 40 ans, pilote de course automobile allemand. (° 10 juillet 1963).
- 2006 :
  - Floyd Patterson, 71 ans, boxeur américain. Champion olympique des -75 kg aux Jeux d'Helsinki 1952. Champion du monde poids lourds de 1956 à 1959 et de 1960 à 1962. (° 4 janvier 1935).
- 2011 :
  - Robert Traylor, 34 ans, basketteur américain. (° 1er février 1977).
  - Branko Karabatić, 55 ans, handballeur et ensuite entraîneur yougoslave puis croate. (° ? 1955).
- 2014 :
  - Yeso Amalfi, 88 ans, footballeur brésilien. (° 6 décembre 1925).
- 2018 :
  - Yvan Mainini, 73 ans, arbitre de basket-ball puis dirigeant sportif français. Président de l'ASVEL en 1989, de la FFBB de 1992 à 2010, de la FIBA Europe de 1998 à 2001 et de la FIBA de 2010 à 2014. (° 26 décembre 1944).